# NGC 6268
NGC 6268 (również OCL 1002 lub ESO 332-SC17) – gromada otwarta znajdująca się w gwiazdozbiorze Skorpiona. Odkrył ją James Dunlop 5 czerwca 1826 roku. Jest położona w odległości ok. 3,5 tys. lat świetlnych od Słońca.